# Joachim Ringelnatz

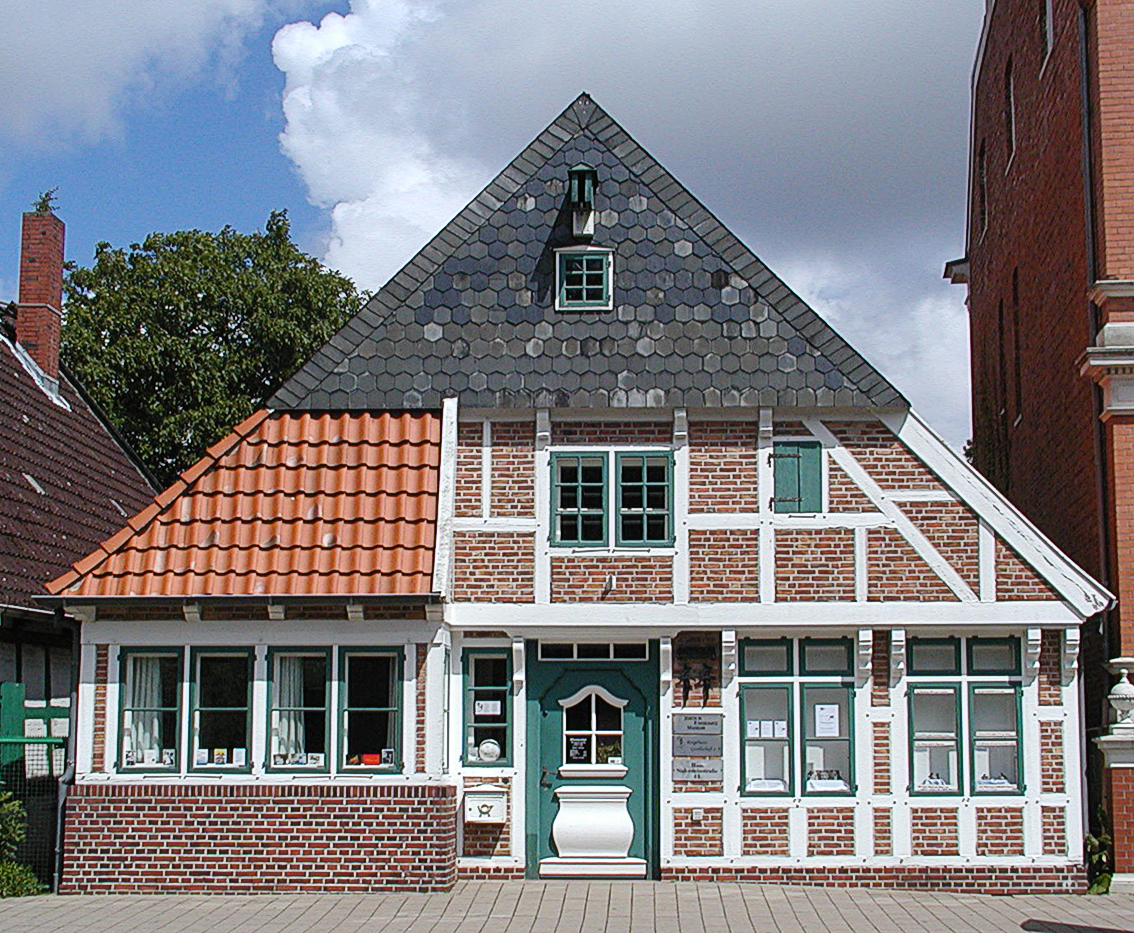
Musée Ringelnatz à Cuxhaven

Joachim Ringelnatz, né le 7 août 1883 à Wurzen et mort le 17 novembre 1934 à Berlin, de son vrai nom Hans Gustav Bötticher, est un écrivain, un artiste de music-hall et un peintre allemand qui dut sa notoriété principalement à ses poèmes humoristiques autour du personnage de Kuttel Daddeldu.

## Œuvres

### Poésie
- Joachim Ringelnatz, Simplicissimus-Künstler-Kneipe und Kathi Kobus, 1909
- Joachim Ringelnatz, Gedichte, 1910
- Joachim Ringelnatz, Die Schnupftabaksdose. Stumpfsinn in Versen und Bildern, 1912
- Joachim Ringelnatz, H.M.S.D., 1917
- Joachim Ringelnatz, Joachim Ringelnatzens Turngedichte, 1920
- Joachim Ringelnatz, Kuttel Daddeldu oder das schlüpfrige Leid, 1920
- Joachim Ringelnatz, Die gebatikte Schusterpastete, 1921
- Joachim Ringelnatz, Taschenkrümel, 1922
- Joachim Ringelnatz, Janmaate. Topplastige Lieder, 1922
- Joachim Ringelnatz, Fahrensleute, 1922
- Joachim Ringelnatz, Vorstadt-Bordell, 1923
- Joachim Ringelnatz, Reisebriefe eines Artisten, 1927
- Joachim Ringelnatz, Allerdings. Gedichte, 1928
- Joachim Ringelnatz, Einige Gedichte von Joachim Ringelnatz, 1928
- Joachim Ringelnatz, Flugzeuggedanken, 1929
- Joachim Ringelnatz, Joachim Ringelnatz. Auslese aus seinen Gedichten und seiner Prosa, 1931
- Joachim Ringelnatz, Gedichte dreier Jahre, 1932
- Joachim Ringelnatz, 103 Gedichte, 1933
- Joachim Ringelnatz, Gedichte, Gedichte von Einstmals und Heute, 1934

### Prose
- Joachim Ringelnatz, Ein jeder lebt's. Novellen, 1913
- Joachim Ringelnatz, Die Woge. Marine-Kriegsgeschichten, 1922
- Joachim Ringelnatz, Weitab von Lappland, 1922
- Joachim Ringelnatz, Kuttel Daddeldu erzählt seinen Kindern das Märchen vom Rotkäppchen und zeichnet ihnen sogar was dazu, 1923
- Joachim Ringelnatz, ...liner Roma..., 1924
- Joachim Ringelnatz, Nervosipopel. Elf Angelegenheiten, 1924

### Théâtre
- Joachim Ringelnatz, Mannimmond, eine einaktige Groteske, 1921
- Joachim Ringelnatz, Bühnenstar und Mondhumor. Einaktige Groteske, 1921
- Joachim Ringelnatz, Doktors engagieren. Operette in drei Akten, 1927
- Joachim Ringelnatz, Die Flasche. Eine Seemannsballade, 1932
- Joachim Ringelnatz, Briefe aus dem Himmel. Kammerspiel in drei Akten, 1932

### Livres pour la jeunesse
- Joachim Ringelnatz, Kleine Wesen, 1910
- Joachim Ringelnatz, Was Topf und Pfann' erzählen kann. Ein lustiges Märchen, 1910
- Joachim Ringelnatz, Der lehrreiche, erstaunliche und gespassige Zirkus Schnipsel! Entdeckt von Joachim Ringelnatz, 1921
- Joachim Ringelnatz, Geheimes Kinder-Spiel-Buch mit vielen Bildern, 1924
- Joachim Ringelnatz, Geheimes Kinder-Verwirr-Buch mit vielen Bildern, 1931

### Écrits autobiographiques
- Joachim Ringelnatz, Was ein Schiffsjungen-Tagebuch erzählt, 1911
- Joachim Ringelnatz, Matrosen. Erinnerungen, ein Skizzenbuch: handelt von Wasser und blauem Tuch, 1928
- Joachim Ringelnatz, Als Mariner im Krieg, 1928
- Joachim Ringelnatz, Mein Leben bis zum Kriege, 1931
- Joachim Ringelnatz, Die Flasche und mit ihr auf Reisen, 1932

### Sélection de publications posthumes
- Joachim Ringelnatz, Der Nachlass, 1935
- Joachim Ringelnatz, Für die Mode, nicht dagegen sei der Mensch. Gedichte für Venus, 1936
- Joachim Ringelnatz, In memoriam Joachim Ringelnatz, 1937
- Joachim Ringelnatz, Betrachtungen über dicke und dünne Frauen, 1937
- Joachim Ringelnatz, Kasperle-Verse, 1939
- Joachim Ringelnatz, Aus der Seemanns-Kiste, 1940
- Joachim Ringelnatz, Überall ist Wunderland, 1944
- Joachim Ringelnatz, Tiere, 1949
- Joachim Ringelnatz, … und auf einmal steht es neben dir. (Anthologie de poèmes), 1950
- Joachim Ringelnatz, Kunterbunte Nachrichten. (Vingt-trois lettres de Berlin), 1963
- Joachim Ringelnatz, Reisebriefe an M., 1964
- Joachim Ringelnatz, Joachim Ringelnatz. (Œuvres complètes en sept volumes), 1982
- Joachim Ringelnatz, Joachim Ringelnatz. (Correspondance), 1988
- Joachim Ringelnatz, Joachim Ringelnatz. SEIN BERLIN mit Rum gedruckt, 2005